# Доминик Саку
Доминик Саку (индон. Dominikus Saku, 3 апреля 1960 года, Индонезия) — католический прелат, епископ Атамбуа с 2 июня 2007 года. 

## Биография
29 сентября 1992 года Доминик Саку был рукоположён в священника в монашеской конгрегации вербистов.    
2 июня 2007 года Римский папа Бенедикт XVI назначил Доминика Саку епископом Атамбуа. 21 сентября 2007 года состоялось рукоположение Доминика Саку в епископа, которое совершил епископ Атамбуа Антон Пайн Рату в сослужении с архиепископом Купанга Петером Турангом и епископом Веетебулы Герульфусом Херубимом Парейрой. 